# 三星鎮 (金堂県)
三星鎮（さんせいちん）は中華人民共和国四川省成都市金堂県の鎮。

## 行政区画
三星鎮は以下の地区を管轄する
竹林社区、蘭家店村、天灯村、川福号村、来宝沱村、幸福村、星月村、四方村和双龍橋村。